# Daxam
Daxam is een fictieve planeet in het DC Universum. Het is de thuisplaneet van de "Daxamites", de afstammelingen van Kryptoniaanse kolonisten.

## Geschiedenis
De Daxamites waren een groep Kryptonianen die de planeet Krypton hadden verlaten om zo het universum te verkennen. Zij vestiden zich onder andere op de planeet Daxam. De Daxamites zijn een intens xenofoob ras en angstig voor een buitenaardse invasie. Inwoners van Daxam blijven liever op hun thuisplaneet, maar sommigen waagden zich een weg door het universum. Daxamites zijn niet kwetsbaar voor kryptoniet, doordat de Eredicator, geprogrammeerd om al de Kryptoniaanse cultuur te behouden, de birthing matrix (kunstmatige baarmoeders) die de kryptoniaanse ruimtekolonisten meenamen heeft aangepast, zodat zij in plaats daarvan kwetsbaar werden voor lood. Net zoals hun kryptoniaanse tegenhangers manifesteren Daxamites ook superkrachten zoals die van Superman, wanneer zij blootgesteld worden aan het licht van een gele ster, waaronder superkracht, onkwetsbaarheid, super snelheid, vaardigheid om te vliegen, röntgenzicht, laserstralen en bovenmenselijke zintuigen. Hun eigen zon Valor was ook een rode reus, zodat ook zij op hun thuiswereld niet over hun potentiële krachten beschikten.